# Jewsei Lwowitsch Zeitlin
Jewsei Lwowitsch Zeitlin (russisch Евсей Львович Цейтлин, wissenschaftliche Transliteration Evsej L'vovič Cejtlin; * 1948 in Omsk/Sibirien) ist ein russischer Literaturwissenschaftler und Schriftsteller.

## Leben
Zeitlin studierte Journalistik und russische Literatur. Er war Hochschullehrer und verbrachte viele Jahre auf Reisen, um das Leben kirgisischer Dorfbewohner, sibirischer Schamanen oder der aussterbenden Nordvölker zu erforschen. 1987 begann er, die Erzählungen sowjetischer Juden aufzuzeichnen.
Für sein Buch Lange Gespräche in Erwartung eines glücklichen Todes, in dem er die Lebensgeschichten litauischer Juden dokumentiert, lebte Zeitlin zwischen 1990 und 1997 in Litauen.
Zeitlin ist Chefredakteur der religionspolitisch-kulturhistorischen Zeitung Schalom in Chicago, wo er seit 1996 lebt.